# Encarsia paradiaspidicola
Encarsia paradiaspidicola är en stekelart som beskrevs av Gennaro Viggiani 1989. Encarsia paradiaspidicola ingår i släktet Encarsia och familjen växtlussteklar. Inga underarter finns listade i Catalogue of Life.